# Gâdinți
Gâdinți – wieś w Rumunii, w okręgu Neamț, w gminie Gâdinți. W 2011 roku liczyła 1983 mieszkańców.